# Külitse
Külitse – wieś w Estonii, w prowincji Tartu, w gminie Ülenurme.
Znajduje tu się stacja kolejowa Ropka, położona na linii Tartu – Valga.